# Corps Borussia Halle
Das Corps Borussia Halle ist eine Studentenverbindung im Hallenser Senioren-Convent. Als Corps im Kösener Senioren-Convents-Verband (KSCV) steht es zu Mensur und Couleur. Es vereint Studenten und ehemalige Studenten der ehemaligen Friedrichs-Universität, der heutigen Martin-Luther-Universität Halle-Wittenberg und der Johannes-Gutenberg-Universität Mainz.

## Farben und Wappen
Die Farben des Corps sind schwarz–weiß–schwarz auf silberner Perkussion. Der Wahlspruch lautet Virtus fidesque bonorum corona!
Das Wappen ist geviert und mit einem Herzschild belegt. Es zeigt oben rechts die Farben des Corps, oben links den Preußenadler, unten rechts das Bundeszeichen, zwei von den Buchstaben PCAH (für den Waffenspruch Pro circulo atque honore) begleitete und von einem Laubkranz umgebene gekreuzte Schläger, unten links in Schwarz einen goldenen Ouroboros als Zeichen des Lebensbundes. Das Herzschild zeigt in Weiß den schwarzen Zirkel des Corps.

## Geschichte

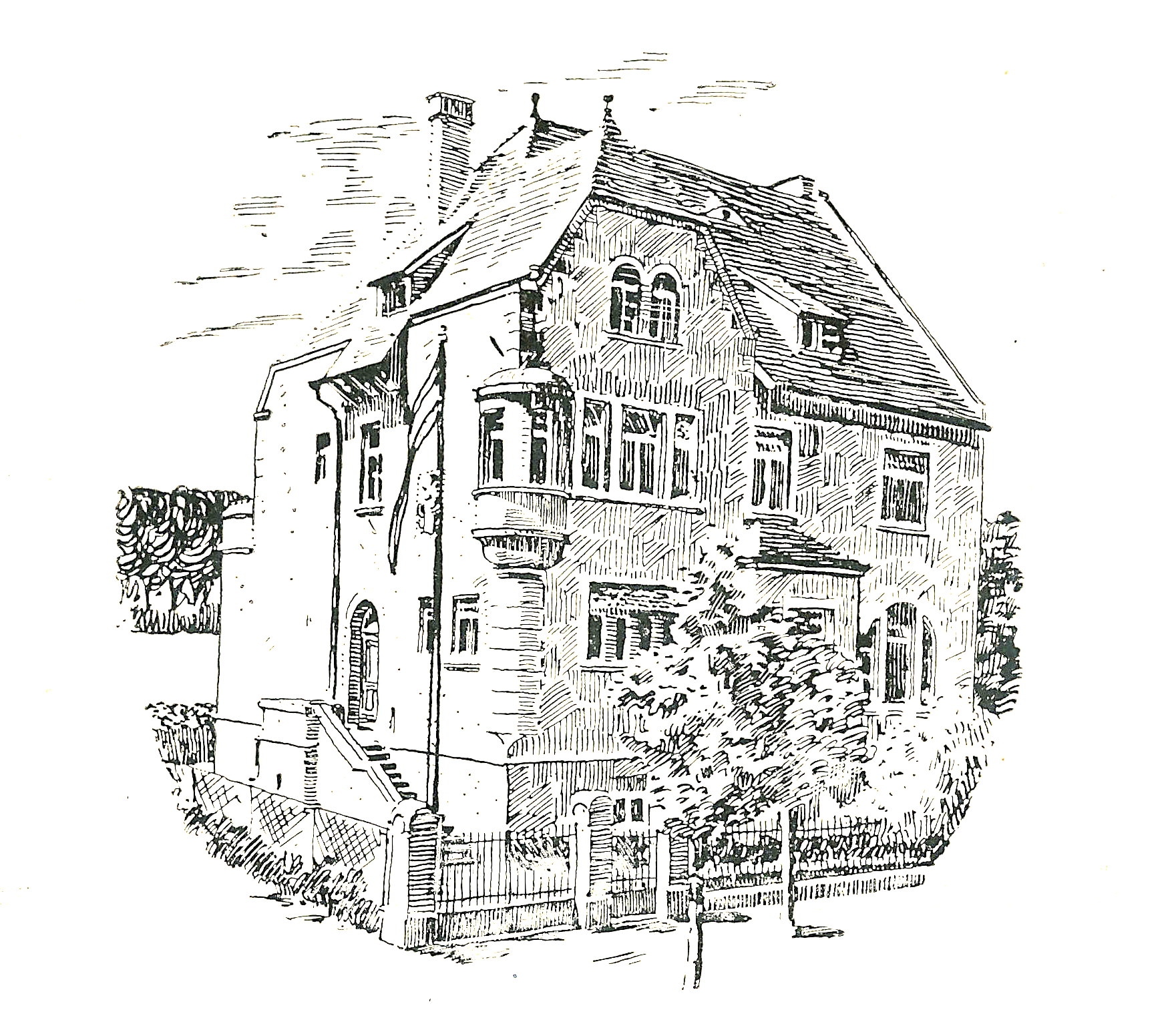
Corpshaus in der Burgstraße 41

Das Corps wurde am 6. November 1836 an der Friedrichs-Universität gegründet und ist damit nach dem Corps Guestphalia Halle und nach dessen Rückdatierung die zweitälteste aktive Studentenverbindung in Halle an der Saale. Borussia war in den ersten Jahrzehnten stark von evangelischen Theologen geprägt. Zu den prominentesten Vertretern gehörte der konservative preußische Hofprediger Adolf Stoecker.
Wie alle Corps kneipten die Preußen zunächst in wechselnden Gasthäusern Halles. Der engere Zusammenschluss der Altherrenschaft ermöglichte 1887 den Ankauf des ersten eigenen Corpshauses, das, als es den Ansprüchen an den Aktivenbetrieb nicht mehr genügte, durch einen auf die Bedürfnisse des Corps ausgelegten Neubau in der Burgstraße ersetzt wurde. Das neue Haus wurde aus Anlass des 70. Stiftungsfestes am 3. August 1906 eingeweiht.
Borussia gehörte zu den fünf Corps, die im Sommer 1934 den nach den Vorgaben des Allgemeinen Deutschen Waffenrings geforderten Ausschluss von „jüdisch Versippten“ verweigerten. Sie wurde deshalb aus dem KSCV ausgeschlossen und war daraufhin vom 12. Juni bis 14. Oktober 1934 suspendiert. Im Zuge der Auflösung der Corpsverbände und der meisten anderen aktiven Corps im Oktober 1935 erfolgte am 11. Oktober 1935 die endgültige Suspension. Der Altherrenverein bestand fort und unterstützte den Aufbau der Hallenser SC-Kameradschaft „Gustav Nachtigal“.
Da ein Wiedererstehen in der DDR nicht möglich war, beteiligte sich Borussia nach dem Zweiten Weltkrieg zunächst an der Stiftung des Hallenser Nachfolgecorps Saxonia in Frankfurt am Main. Am 6. November 1955 erfolgte die eigenständige Rekonstitution als Corps an der Johannes-Gutenberg-Universität Mainz und der Beitritt zum Mainzer Senioren-Convent.
Nach der Deutschen Wiedervereinigung kehrte das Corps im November 1991 nach Halle zurück, wo in der Ernst-König-Straße 10 ein neues Corpshaus erworben wurde.

## Verhältniscorps

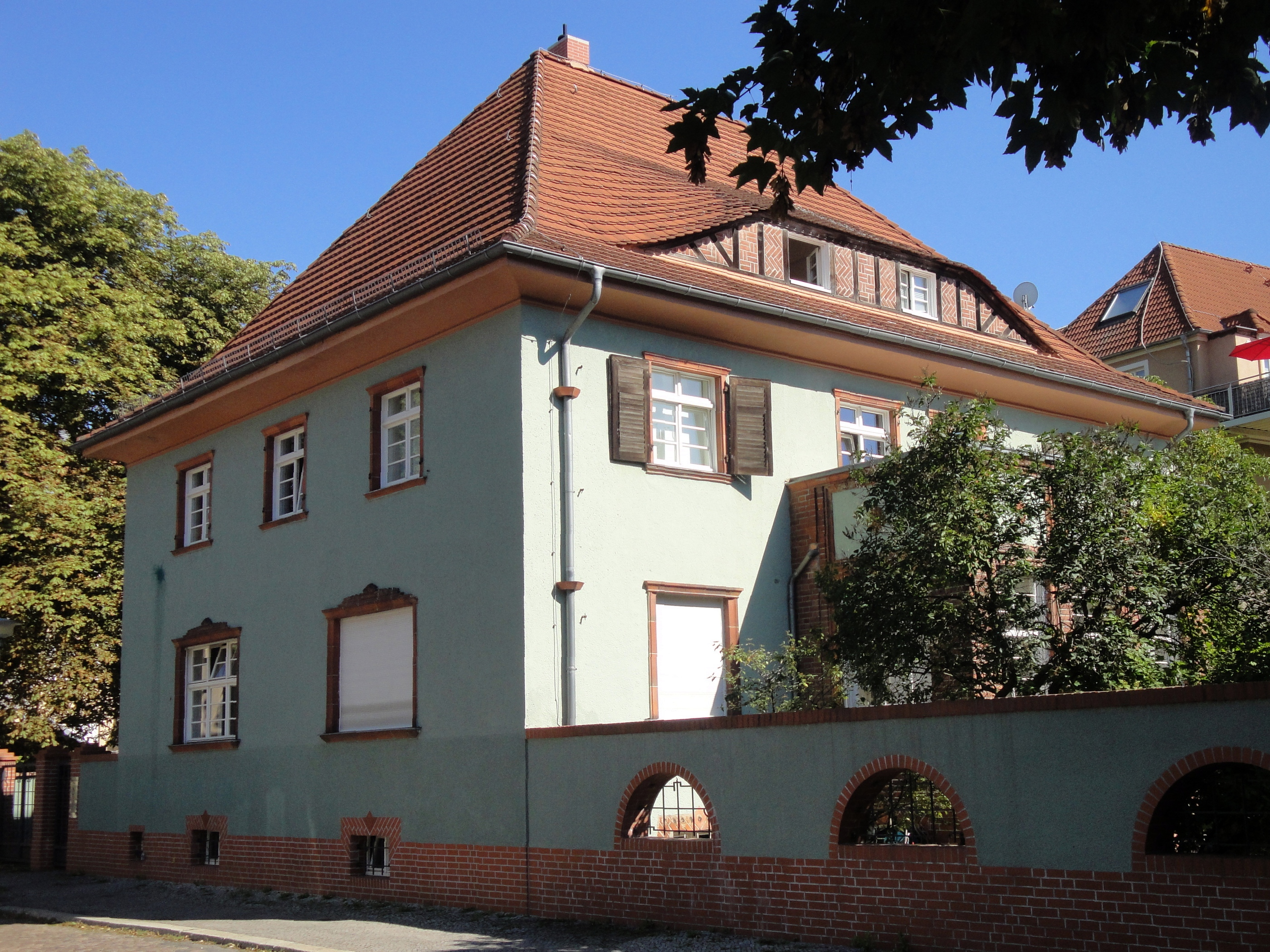
Corpshaus in der Ernst-König-Straße 10

Borussia Halle zählt zu den kreisfreien Corps.
Kartelle
Lusatia Leipzig
Nassovia
Hasso-Nassovia
Befreundete Corps
Normannia Berlin
Palatia-Guestphalia
Suevia München
Silesia
Palaiomarchia-Masovia Kiel
Teutonia Graz
Offizielles Vorstellungsverhältnis
Nassovia Budapest

## Mitglieder
In alphabetischer Reihenfolge
- Ernst-August Ahrens (1860–1926), Landwirt, MdHdA
- Carl Bassenge (1822–1890), Kreisrichter, MdHdA, Erster Bürgermeister von Hirschberg
- Lothar Bassenge (1818–1889), Landgerichtspräsident, MdHdA
- Erich Bauer (1890–1970), Richter und Studentenhistoriker
- Albert Berndt (1820–1879), Kreisgerichtsdirektor, MdHdA
- Hugo Böhlau (1833–1887), Straf- und Prozeßrechtler
- Otto Böhme (1876–1956), Landrat des Landkreises Simmern
- Hermann Daubenspeck (1831–1915), Reichsgerichtsrat
- Arthur Daehnke (1872–1932), Amtsrichter, der „Große Prophet“
- Hermann Duddenhausen (1826–1912), Wirkl. Geh. Oberregierungsrat
- Adolf Feuerhake (1903–1986), Landwirt und Ministerialbeamter in Nordrhein-Westfalen
- Heyo Eckel (* 1935), Präsident der Landesärztekammer Niedersachsen
- Helmut Gabbert (* 1950), Professor an der Heinrich-Heine-Universität Düsseldorf und stellvertretender Ärztlicher Direktor des Universitätsklinikums Düsseldorf (2006–2015)
- Johannes Geppert (1820–1890), Jurist, Mitglied und Erster Vizepräsident des Preußischen Abgeordnetenhauses
- Hermann Gocht (1869–1938), Orthopäde und Hochschullehrer
- Karl Gossel (1892–1966), MdB
- Horst-Günther Güttner (1912–1983), Pathologe
- Gottfried Hagemann (1864–1918), Landrat in Karthaus und Marienburg
- Curt Hoff (1888–1950), MdR
- Erich Hüttenhein (1889–1945), Landrat in Labes
- Karl von Jacobi (1828–1903), Staatssekretär im Reichsschatzamt
- Günther Jaenicke (1914–2008), Völkerrechtler
- Rolf Kreienberg (1946–2021), Gynäkologe und Hochschullehrer
- Lothar Kreuz (1888–1969), Orthopäde, letzter Rektor der Friedrich-Wilhelms-Universität
- Julius Lindemann (1822–1886), Opernsänger
- Franz von Löher (1818–1892), Jurist, Historiker, Vorkämpfer für Recht und Freiheit
- Hermann Richard Pott (1844–1903), Professor für Kinderheilkunde
- Robert Eduard Prutz (1816–1872), Dramatiker, Publizist des Vormärz
- Hermann Rassow (1819–1907), Altphilologe, Oberschulrat im Großherzogtum Sachsen-Weimar-Eisenach
- Otto Ringleb (1875–1946), Urologe
- Albert Ruppersberg (1854–1930), Pädagoge und Heimatforscher im Saarland
- Max Schede (1844–1902), Chirurg, Gründer des Neuen Allgemeinen Krankenhauses Eppendorf in Hamburg
- Waldemar Scheithauer (1864–1942), Industrieller
- Curt Schlüter (1881–1944), Naturwissenschaftler und Unternehmer
- Carl Theodor Schmidt (1817–1887), Pädagoge, MdR
- Erich Schmidt († 1945), Landrat im Kreis Weststernberg
- Hermann Adolf Schulze (1883–1934), Vorstand der Bitterfelder Braunkohlewerke Grube Leopold AG
- Bernhard Schweineberg (1828–1902), Oberbürgermeister von Mühlhausen in Thüringen, MdHH
- Friedrich Schwiening (1851–1935), Bürgermeister von Aurich
- Bernhard Sommerlad (1905–1979), Journalist und Verlagsbuchhändler
- Gustav Spener (1826–1907), Geh. Oberjustizrat, MdHdA
- Adolf Stoecker (1835–1909), Theologe, Hofprediger
- Christian Thieme (* 1972), Oberbürgermeister von Zeitz
- Rudolf von Versen (1829–1894), Landrat in Bublitz
- Ernst Volkmann (1881–1959), Finanzjurist
- Hermann Wasserfuhr (1823–1897), Hygieniker
- Hans-Günther Weber (1916–2003), Oberstadtdirektor von Braunschweig
- Gustav Wegscheider (1819–1893), Arzt, Gründer der Gesellschaft für Geburtshilfe in Berlin
- Adolph Samuel Wendisch (1821–1869), Richter, MdHdA
- Ulrich Wille (1848–1925), General der Schweizer Armee